# ヴェルデッロ
ヴェルデッロ（伊: Verdello  ( 音声ファイル)）は、イタリア共和国ロンバルディア州ベルガモ県にある、人口約8,100人の基礎自治体（コムーネ）。

## 地理

### 位置・広がり
ベルガモ県南部のコムーネ。県都ベルガモから南南西へ11km、州都ミラノから東北東へ38kmの距離にある。

#### 隣接コムーネ
隣接するコムーネは以下の通り。
- アルチェネ
- チゼラーノ
- コムーン・ヌオーヴォ
- レヴァーテ
- ポニャーノ
- スピラーノ
- ヴェルデッリーノ

### 地震分類
イタリアの地震リスク階級 (it) では、3 に分類される
。

## 姉妹都市
- Balaruc-les-Bains、フランス